# Quinquegentiani
I Quinquegentiani o Quinquegentanei (nationes Quinquegentanae: Aurelio Vittore, 39.22; Quinquegentiani, Eutropio, 9.22) erano una popolazione berbera del nord Africa (una federazione, come intuibile dal nome, di quinque gentes, cioè "cinque tribù") che si rivoltò contro l'impero romano ai tempi di Diocleziano.
La rivolta iniziò nel 293, come tramanda Eutropio e solo quattro anni più tardi (nel 297) fu definitivamente sedata dall'augusto Massimiano, il quale, partito per la Mauretania, riuscì a debellare la rivolta dopo che i Quinquegentiani erano riusciti anche a penetrare nella vicina Numidia. L'anno successivo (298) Massimiano rinforzava le difese della frontiera africana dalle Mauritanie alla provincia d'Africa.
Tra gli studiosi odierni è generalmente accolta la proposta di Lionel Galand di vedere nelle Quinque gentes ("cinque tribù") dell'antichità i progenitori degli attuali Cabili. Non soltanto la loro localizzazione, intorno al Mons Ferratus (l'attuale Djurdjura) coincide con quella di questa popolazione berbera, ma anche la denominazione attuale, Leqbayel, proveniente da un termine arabo che vuol dire "le tribù", potrebbe essere una continuazione dell'antica denominazione "le (cinque) tribù".

### Fonti primarie
- Eutropio, Breviarium ab Urbe condita,  libro 9.
- Sesto Aurelio Vittore, Liber de Caesaribus,  cap. 39.
- Giordane, Storia dei Goti.

### Fonti secondarie
- Michel Grant, Gli imperatori romani, Roma, Newton Compton, 1984.
- Lionel Galand, Les Quinquegentanei, in Bulletin d'Archéologie Algérienne, IV, 1970,  pp. 297-299.